# Gerardus Leonardus Blasius

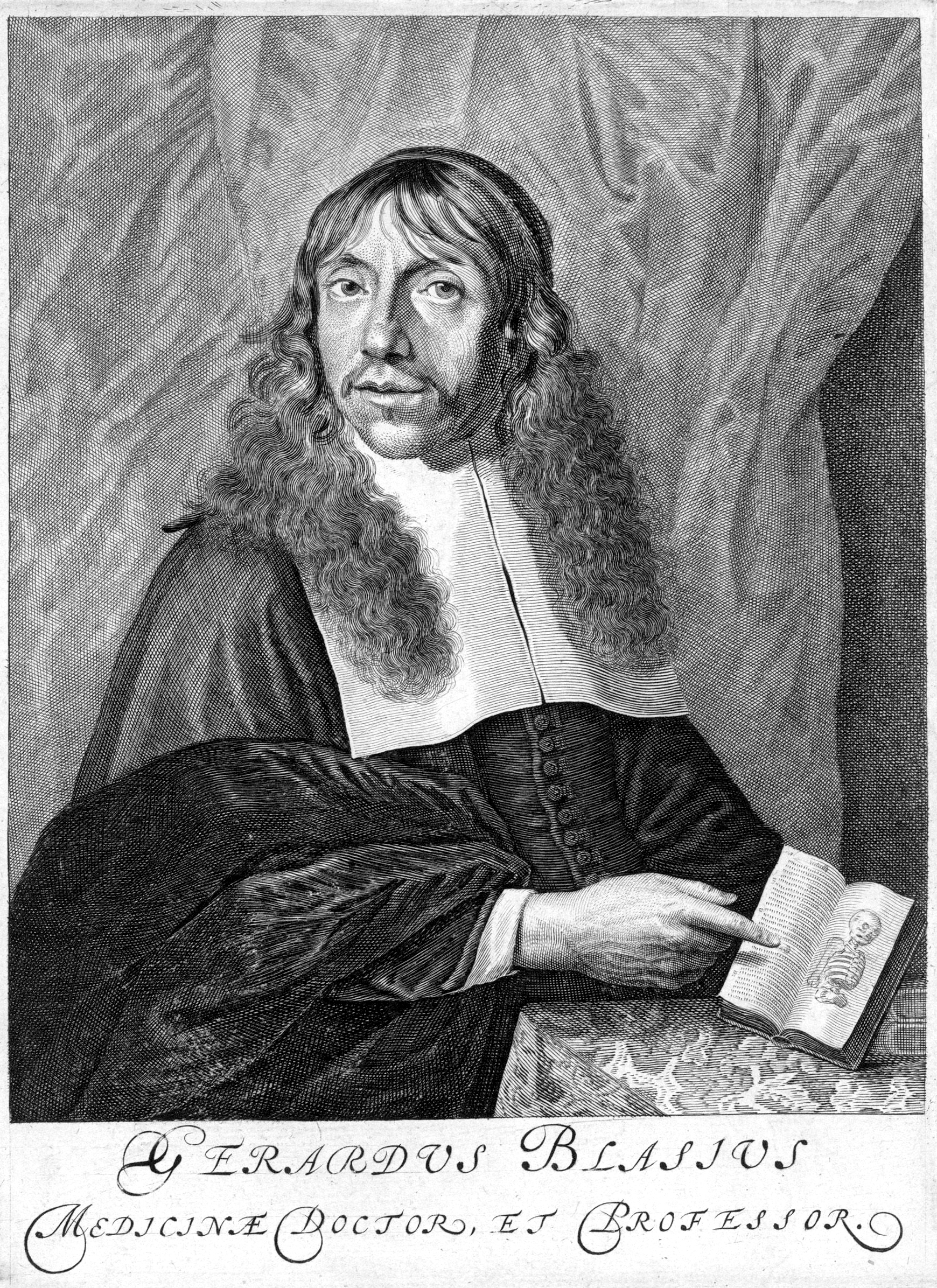
Gerardus Leonardus Blasius (ca. 1660)

Gerardus Leonardus Blasius (auch Gerhard Blasius, * 1625 in Oostvliet bei Cadzand; † 1682 in Amsterdam) war ein niederländischer Mediziner und Anatom.

## Leben
Gerardus Blasius studierte an der Universität Leiden Medizin und wirkte ab etwa 1655 als Arzt in Amsterdam. Ab 1660 war er Professor für Medizin am Athenaeum Illustre Amsterdam. Blasius durfte jedoch keine Autopsien im Theatrum Anatomicum durchführen, ein Privileg, das von den Chirurgen verteidigt wurde.
Am 7. August 1682 wurde Gerhard Blasius mit dem akademischen Beinamen Podalirius II. als Mitglied (Matrikel-Nr. 103) in die Leopoldina aufgenommen. Im selben Jahr gab er in Amsterdam die Opera omnia von Thomas Willis heraus.